# Місяць афроамериканської історії

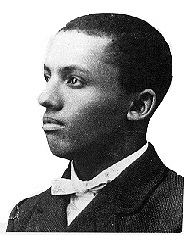
Картер Вудсон (1875–1950)

Місяць афроамериканської історії (також Місяць чорної історії, Місяць негритянської історії, англ. Black History Month) відзначається щороку в лютому в США та Канаді. Під час цього місяця проводять пам'ятні заходи, присвячені боротьбі суспільства з рабством, расизмом, упередженнями та бідністю. Також відзначається внесок афроамериканців у культурне і політичне життя країни. Аналогічний місячник щороку проводять у Великій Британії в жовтні.

## Історія виникнення
У 1926 році чорношкірий історик та журналіст Картер Вудсон заснував Тиждень негритянской історії («Negro History Week»), вибравши другий тиждень лютого, оскільки на нього припадали дні народження Президента США Авраама Лінкольна і відомого аболіціоніста Фредеріка Дугласа — обидві дати з кінця XIX століття чорношкіре населення США відзначало як такі, що пов'язані зі скасуванням рабства.
З самого початку акцент робили на викладанні історії чорношкірого населення США в школах, розповсюдженні історичної літератури та підвищенні інтересу вчителів до цього аспекту історії Сполучених Штатів.
Наприкінці 1960-х років зусиллями студентів університету Кент Стейт (Kent State University, KSU), Огайо, тиждень перетворився на місяць, а в 1976 році, коли відзначалися двохсоті роковини створення США, тиждень був офіційно розширений до місяця.
З 1987 року Місяць афроамериканської історії проводиться і у Великій Британії, а з 1995 року — в Канаді.